# 拟家鼠
拟家鼠（学名：Rattus pyctoris），一种分布于亚洲地区的啮齿动物，隶属于鼠科家鼠属（大鼠属）。本种是英国学者布赖恩·霍顿·霍奇森于1845年描述发表。
之前曾有黄毛鼠（Rattus rattoides）和突厥斯坦鼠（Rattus turkestanicus）皆为本种的同物异名，现皆已废弃不用。